# 山羊魔咒
山羊魔咒（英語：Curse of the Billy Goat）是關於美國職棒大聯盟芝加哥小熊的一個詛咒。起因於1945年世界大賽第4戰，威廉·「山羊」·塞尼斯（William "Billy Goat" Sianis）帶著他的山羊寵物進場觀看球賽時，遭到工作人員阻擋，憤而詛咒球隊的事件。此魔咒在2016年隨著小熊擊敗克里夫蘭印地安人奪下世界大賽冠軍而終結。

## 魔咒起源
希臘移民威廉·「山羊」·塞尼斯（William "Billy Goat" Sianis）、人稱比利·塞尼斯（Billy Sianis），在球場附近有著一家小酒館（現在的比利山羊酒館），同時他也是小熊的忠實球迷。1945年世界大賽第4戰，比利花錢為自己和他的山羊墨菲（Murphy）買了兩張票進場，一同為小熊加油並奚落對手，卻遭保全擋下。此舉令比利非常不悅，向當時小熊球團老闆瑞格利（P.K. Wrigley）申訴，換來「人可以進場，但山羊不准」的結論，瑞格利還說：「因為山羊太臭了。」相傳比利怒不可遏地舉起雙臂大喊：「小熊再也不能贏球。只要不讓山羊進場，小熊就永遠無法贏得世界大賽。」但根據比利家人的說法是他發電報給瑞格利：「因為你們侮辱我的山羊，小熊會輸掉今年的世界大賽，而且小熊將再也無法贏得往後的世界大賽。」巧的是小熊當年輸給底特律老虎，把冠軍拱手讓人。

## 魔咒發威

### 季末崩盤
1969年，大聯盟的比賽開始有重大變革，兩個聯盟分成東西兩區，小熊當時隸屬於國家聯盟東區。在這一年小熊打出好成績，並以第一名成績穩定的領先其他球隊。8月19日投手Ken Holtzman還投出無安打比賽，在此時小熊領先第二名的紐約大都會有8.5場勝差，但是之後小熊戰績突然變差，大都會趁機逆襲，最後的50場比賽裡面贏了39場，最後92勝70敗的小熊被大都會以100勝的成績踢到分區第二名，無緣進入季後賽。儘管比利寫信給瑞格利說魔咒已消散，許多迷信的球迷把小熊崩潰的原因，歸咎於當小熊在大都會的主場謝亞球場（Shea Stadium）比賽時，有黑貓跑進場內還到小熊球員休息區晃來晃去，而讓以前的詛咒再度出現。
1973年7月4日，接手酒館的比利侄子山姆（Sam）牽著山羊進場，嘗試打破魔咒，但並沒有起作用。小熊在1984年國聯冠軍賽，五戰三勝制中先於主場取得兩勝聽牌，接下來在客場連輸聖地牙哥教士三場，慘遭淘汰。

### 史蒂夫·巴特曼事件
2003年國家聯盟冠軍賽第6戰，七戰四勝制中以三勝兩負領先邁阿密馬林魚的小熊到八局上一出局仍以3:0領先，沒想到馬林魚卡斯提洛擊出左外野界外飛球時，一名25歲小熊球迷史蒂夫·巴特曼（Steve Bartman）搶走了這顆界外球，氣得小熊左外野手摩伊西斯·厄魯憤而把手套摔在地上。死裡逃生的馬林魚接下來連得8分逆轉勝，更在第7戰將小熊淘汰出局。而在那場比賽闖禍的小熊球迷最後在警察的包圍保護下離開球場，該球則被另一球迷以將近11萬4000美元（約400萬台幣）標下，並用電擊將球炸成碎片。

### 回不到的未來
2015年，小熊先在外卡戰以4:0完封匹茲堡海盜，接著在國聯分區賽以三勝一負擊落聖路易紅雀，再度挺進國聯冠軍賽，小熊球迷希望如電影《回到未來II》劇情拿下世界大賽冠軍，卻遭到大都會直落四橫掃，系列賽MVP還是與當年的山羊同名的丹尼爾·墨菲。

## 魔咒終結
2016年，小熊在國聯冠軍賽以4勝2敗打敗洛杉磯道奇，睽違71年再次打進世界大賽。
2016年11月2日，小熊在一勝三敗的劣勢下，奇蹟式的連勝三場，逆轉打敗克里夫蘭印地安人，睽違108年贏得世界冠軍。同時終結長達71年的山羊魔咒與108年未奪冠的記錄，擺脫「光緒熊」、「明治熊」、「百年熊」的稱號（意指上一次取得世界冠軍的1908年是在中國清朝光緒34年和日本明治41年，已非常久遠）。

## 莫非巧合
2003年獲頒搞笑諾貝爾獎的莫非定律：凡事可能出錯終將出錯（Murphy's law: Anything that can go wrong will go wrong.）。以下為小熊與山羊之名「Murphy」有關之不光彩歷史：
- 1908年，當時老闆Charles Murphy不受歡迎，即使拿下世界大賽冠軍，球員也拒絕跟他一起吃飯慶功。老闆氣得到當地報紙全都投書痛批一頓，從此小熊與世界大賽冠軍絕緣，普遍認為這是不祥之兆。
- 1969年，小熊被認為因黑貓作祟，最後戰績大崩盤，遭到成軍僅8年、落後8.5場勝差的大都會超車，最終反倒以8場勝差痛失國聯王座。後來這支大都會奪下隊史首冠，因為當時領隊（General manager）叫Johnny Murphy，負責播報大都會球賽的是Bob Murphy，因此這支獲得2個墨菲和黑貓加持的大都會，被暱稱為「墨菲的大都會」（Murphy's Mets）。
- 1984年國聯冠軍賽，小熊對戰聖地牙哥教士，原本在主場取得二連勝聽牌，但在聖地牙哥傑克墨菲體育場吞下3連敗慘遭逆轉。這座球場是為了紀念Bob Murphy的哥哥Jack Murphy奔走催生球場而命名。
- 2015年，小熊在國聯冠軍賽慘遭大都會丹尼爾·墨菲無情炮轟，他從國聯分區賽第4戰開始，連續6場季後賽打出全壘打締造大聯盟紀錄。另外，電影《回到未來II》劇情中小熊於2015年10月21日橫掃對手拿下世界大賽冠軍，而現實卻是在這天被橫掃淘汰出局，無緣國聯冠軍和重返世界大賽。[13]

## 外部連結
- Video from the Chicago Cubs' official website detailing the history of the Billy Goat curse. （页面存档备份，存于）